# Frans Heymans
Frans Heymans (Arendonk, 27 oktober 1938 – Gent, 19 januari 2018) was een Belgisch bibliothecaris, die van 1979 tot 2003 hoofdbibliothecaris van de stadsbibliotheek van Gent was.

## Biografie
Frans Heymans behaalde aan de Bibliotheekschool in Brussel het diploma van bibliothecaris-documentalist (1969) en werd licentiaat in de pers- en communicatiewetenschappen (1978).
Heymans werkte van 1960 tot 1970 als documentalist bij het Algemeen Belgisch Vakverbond (ABVV). In 1970 maakte hij de overstap naar het Nationaal Centrum voor Wetenschappelijke en Technische Documentatie bij de Koninklijke Bibliotheek. Hij was er betrokken bij de samenstelling van de Centrale Catalogus van de Buitenlandse Tijdschriften, werkte mee aan de automatisering van de bibliotheek en werkte voor het Nationaal Fonds voor Wetenschappelijk Onderzoek (NFWO) aan het opstellen van de catalogusregels voor geautomatiseerde wetenschappelijke bibliotheken. Hij was ook lid van een werkgroep binnen de International Federation of Library Associations (IFLA).
In 1979 volgde hij Johan Daisne op als directeur-hoofdbibliothecaris van de Stedelijke Openbare Bibliotheek Gent, een functie die hij uitoefende tot 2003. Onder zijn directeurschap werd de openbare bibliotheek van de Ottogracht naar het Graaf van Vlaanderenplein verhuisd. Hij voerde de modernisering van de Gentse stadsbibliotheek aan en ijverde ook voor een nauwe samenwerking tussen de Vlaamse bibliotheken en voor een eengemaakte Vlaamse bibliotheekcatalogus. Na zijn pensioen in 2003 was hij bezieler en projectcoördinator van het erfgoedproject Literair Gent.
Heymans was van 1984 tot 1989 algemeen voorzitter van de Vlaamse Vereniging voor Bibliotheek, Archief en Documentatie (VVBAD) en ondervoorzitter (1987-1993) en voorzitter (1993-1998) van de Hoge Raad voor de Openbare Bibliotheken. In 2001 publiceerde hij Het goud van de Vlaamse letteren, een overzicht van alle prijzen voor Nederlandstalige literatuur in België voor de periode 1830-2000.

## Selecte bibliografie
- Voor den duivel geen stap achteruit! : beelden van Gent in de literatuur, Gent, Academia Press, 1992.
- Nu van hooger hand ... : vijfenzeventig jaar Vlaamse Vereniging voor Bibliotheek-, Archief- en Documentatiewezen, Antwerpen, Vlaamse Vereniging voor Bibliotheek-, Archief- en Documentatiewezen, 1996.
- Het goud van de Vlaamse letteren : 170 jaar prijzen voor de Nederlandse literatuur in België (1830-2000), Gent: Snoeck-Ducaju, 2001.